# 門真警察署
門真警察署（かどまけいさつしょ）は、大阪府警察が管轄する警察署の一つである。

## 所在地
- 大阪府門真市柳町13番14号 
  - 京阪本線 門真市駅

## 管轄区域
- 門真市
- 大阪市鶴見区の一部
  - 焼野二丁目、焼野三丁目（大阪中央環状線の区域）
- 守口市の一部
  - 東郷通一丁目、東郷通二丁目、東郷通三丁目（大阪中央環状線の区域）、大字寺方旧南寺方九八三番地

## 沿革
- 1977年（昭和52年）4月：それまでの守口警察署の管轄区域を分割して、門真市を管轄する警察署として開署

## 交番
- 大和田駅前交番 - 門真市野里町2番1号
- 新橋町交番 - 門真市新橋町2番6号
- 千石交番 - 門真市千石東町2番52号
- 堂山町交番 - 門真市堂山町19番2号
- 門真南駅前交番 - 門真市三ツ島三丁目14番13号
- 古川橋交番 - 門真市幸福町4番20号
- 南野口町交番 - 門真市南野口町9番4号
- 元町交番 - 門真市元町7番5号